# Sperrgut

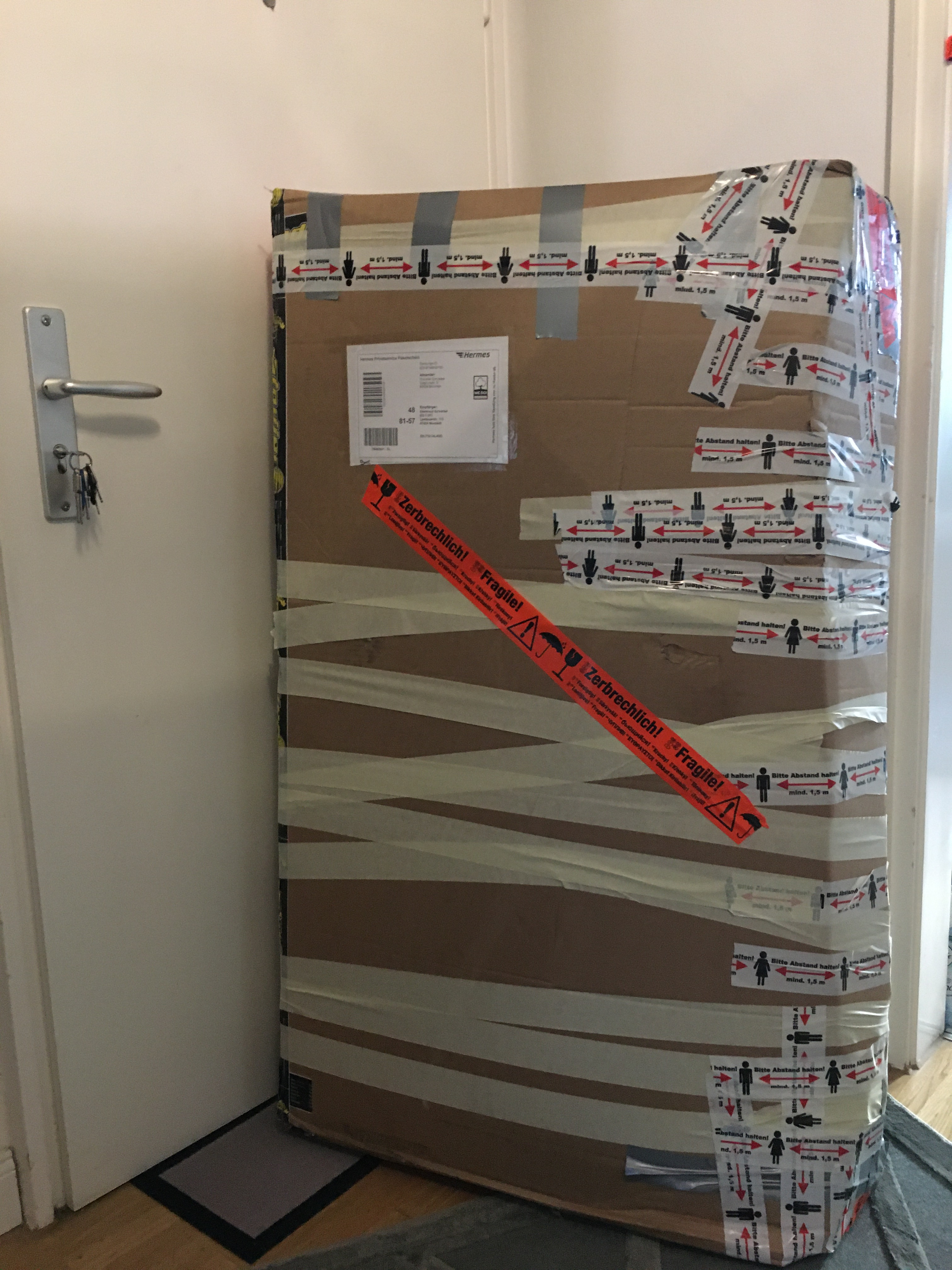
Sperrgutpaket mit 1,25 m Höhe, 70 cm Breite und 25 cm Tiefe; es enthält einen Fernseher mit 46 Zoll Bildschirmdiagonale

Als Sperrgut wurden solche Postpakete und Postgüter bezeichnet, die ungewöhnlich viel Platz einnahmen, sich nicht gut mit anderen Paketen verpacken ließen oder während der Beförderung besonders sorgsam behandelt werden mussten. Für den größeren Raumbedarf oder die Mehrarbeit bei der Verladung erhob die Post einen Gebührenzuschlag.
Mit Stand 2022 bezeichnet der deutsche Paketdienstleister DHL unter anderem Sendungen als Sperrgut, die in mindestens einem Maß die Höchstmaße für Paketsendungen von 120 cm × 60 cm × 60 cm übertreffen, oder bei einer rollenförmigen Sendung 120 cm Länge oder 15 cm Durchmesser übersteigen. Für solche Sendungen gelten eigene Tarife, die erheblich über denen für Pakete liegen. Ähnliches gilt z. B. bei dem Versender Hermes.

## Geschichte
Die Nachrichten über Sperrgutzuschläge in früherer Zeit sind spärlich. Bei der von den Thurn und Taxis betriebenen Kaiserlichen Reichspost wurden im 18. Jahrhundert „große und lange, doch leichte Pakete nach Proportion taxiert“. Die bayerische Post erhob von 1808 bis 1847 für sperrige Pakete je nach Verhältnis des Raumes, den sie einnahmen, ein Viertel oder die Hälfte des gewöhnlichen Gebührensatzes mehr. Allgemein üblich scheinen aber Sperrgutzuschläge nicht gewesen zu sein.
In der Gebührenordnung der deutschen Reichspost war der Zuschlag für sperrige Pakete erst durch § 1 des Gesetzes der Abänderungen des Gesetzes über das Posttaxwesen im Gebiete des Deutschen Reiches vom 28. Oktober 1871 eingefügt worden; das Königreich Bayern führte den Zuschlag für seinen inneren Verkehr damals nicht mit ein. Als Sperrgut wurden zunächst alle Pakete erklärt, die in irgendeiner Ausdehnung über 1½ m hinausgingen oder in einer Ausdehnung 1 m und in einer anderen ½ m überschritten und dabei weniger als 10 kg wogen oder sich nicht bequem mit anderen Paketen (Kinderwagen, Möbel) verladen ließen oder eine besonders sorgsame Behandlung (z. B. Bruteier) erforderten. 1917 wurden die Sperrgutbestimmungen verschärft und auf Pakete ausgedehnt, deren Gesamtabmessungen (Höhe, Breite, Länge) 1½ m überschritten und 5 kg oder weniger wogen.
Als Gebührenzuschlag wurden von 1874 bis 1920 höchstens 50 v. H. der gewöhnlichen Gebühr erhoben, in den wechselnden Tarifen der darauffolgenden Jahre teils 100 v. H., teils überhaupt kein Zuschlag. Im Jahre 1933 ging der Zuschlag auf 50 v. H. zurück und ist in dieser Höhe seitdem beibehalten worden.
Die Entscheidung über die Behandlung einer Sendung als Sperrgut liegt beim Einlieferungspostamt: äußere Kennzeichnung „Sp“ mit Blaustift auf Paket und Paketkarte; bei Sendungen, die ihres Inhaltes wegen als Sperrgut behandelt werden müssen; Bekleben der Sendung mit 6 × 9 cm großen gelben Sperrgutklebezetteln.

## Ausland
Nach dem Postpaketabkommen war es den Postverwaltungen überlassen, ob sie Sperrgut zulassen wollten oder nicht. Der Versand sperriger Güter war vor dem Krieg zwischen 1939 und 1945 nach vielen Ländern zugelassen, wurde aber während des Zweiten Krieges eingestellt. Erst vom 10. August 1951 an wurde die Zulassung sperriger Pakete nach verschiedenen europäischen Staaten wieder freigegeben. Ob Pakete nach dem Ausland als sperrig anzusehen waren oder nicht, war für die deutsche Beförderungsstrecke nach den Inlandsvorschriften, für die ausländische Beförderungsstrecke nach den aus dem Paketpostbuch (Teil A § 3) und der Gebührentafel für Pakete nach dem Ausland zu ersehen (Kennzeichnung der Paketkarte durch den auffallend angebrachten Vermerk „Colis encombrant“ oder „Colis fragile“).